# Crassula hirtipes
Crassula hirtipes (лат.) — вид суккулентных растений рода Толстянка (Crassula) семейства Толстянковые (Crassulaceae), естественно произрастающий на территории Капской провинции Южно-Африканской Республики.

## Название
Родовое латинское название Crassula происходит от латинского слова crassus, — «толстый», в основном из-за присутствия у растений этого рода сочных листьев.
Видовой латинский эпитет hirtipes происходит от лат. hirtus — «волосатый» и лат. pes — «нога, ступня», отражая волосатость листьев.

## Ботаническое описание

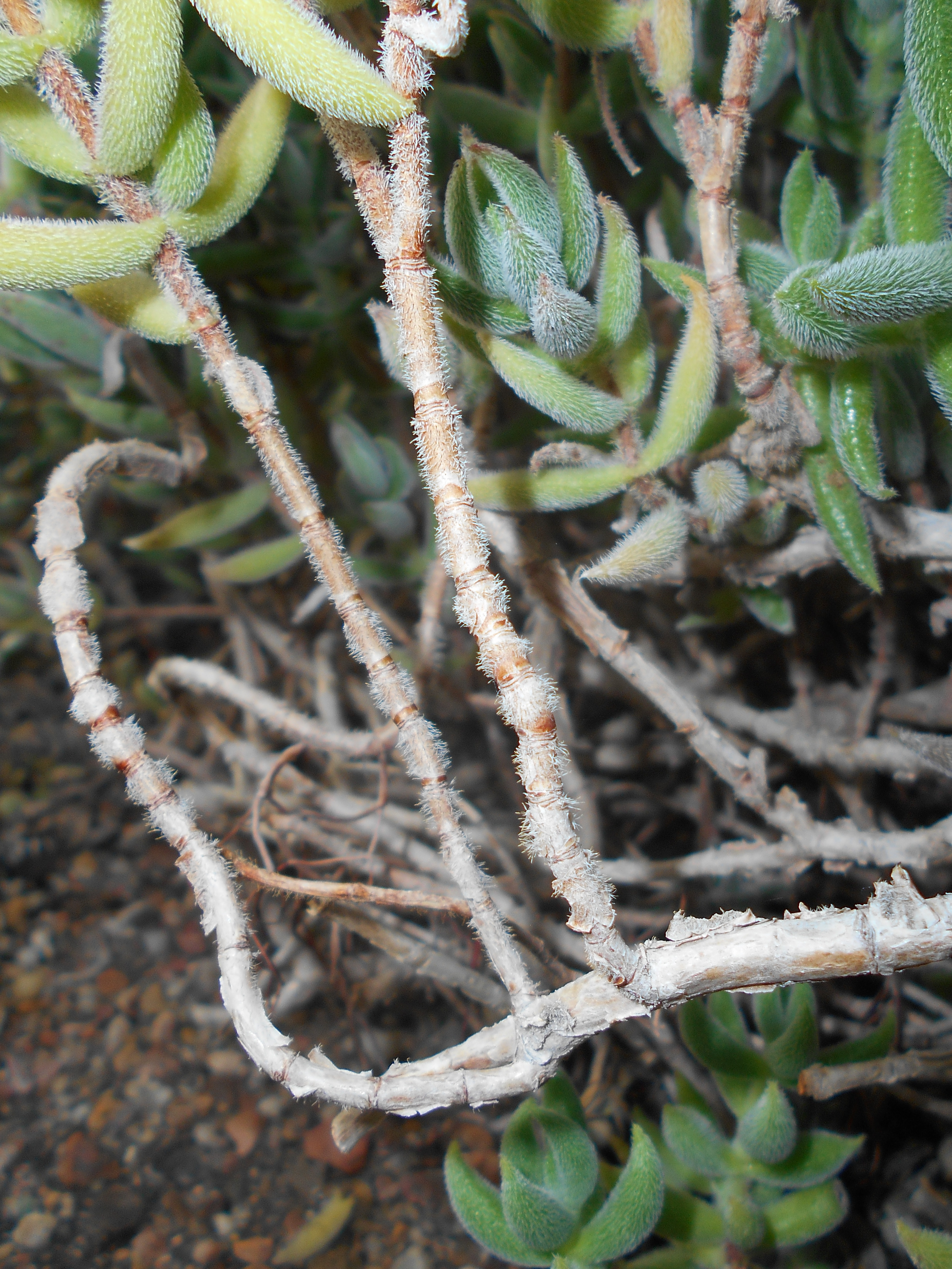
Опушенные ветви растения, Ботанический сад Вроцлавского университета

Многолетник с жестко опушенными ветвями и листьями. Ветви раскидистые и ломкие, достигающие высоты от 20 до 150 мм. Листья обладают разнообразными формами, от ланцетных до яйцевидных, и размерами 8-15 х 4-7 мм. Сверху они могут быть цилиндрическими или плоскими, снизу сильно выпуклыми. Они покрыты короткими волосками и могут иметь оттенки от зеленого до коричневого цвета.

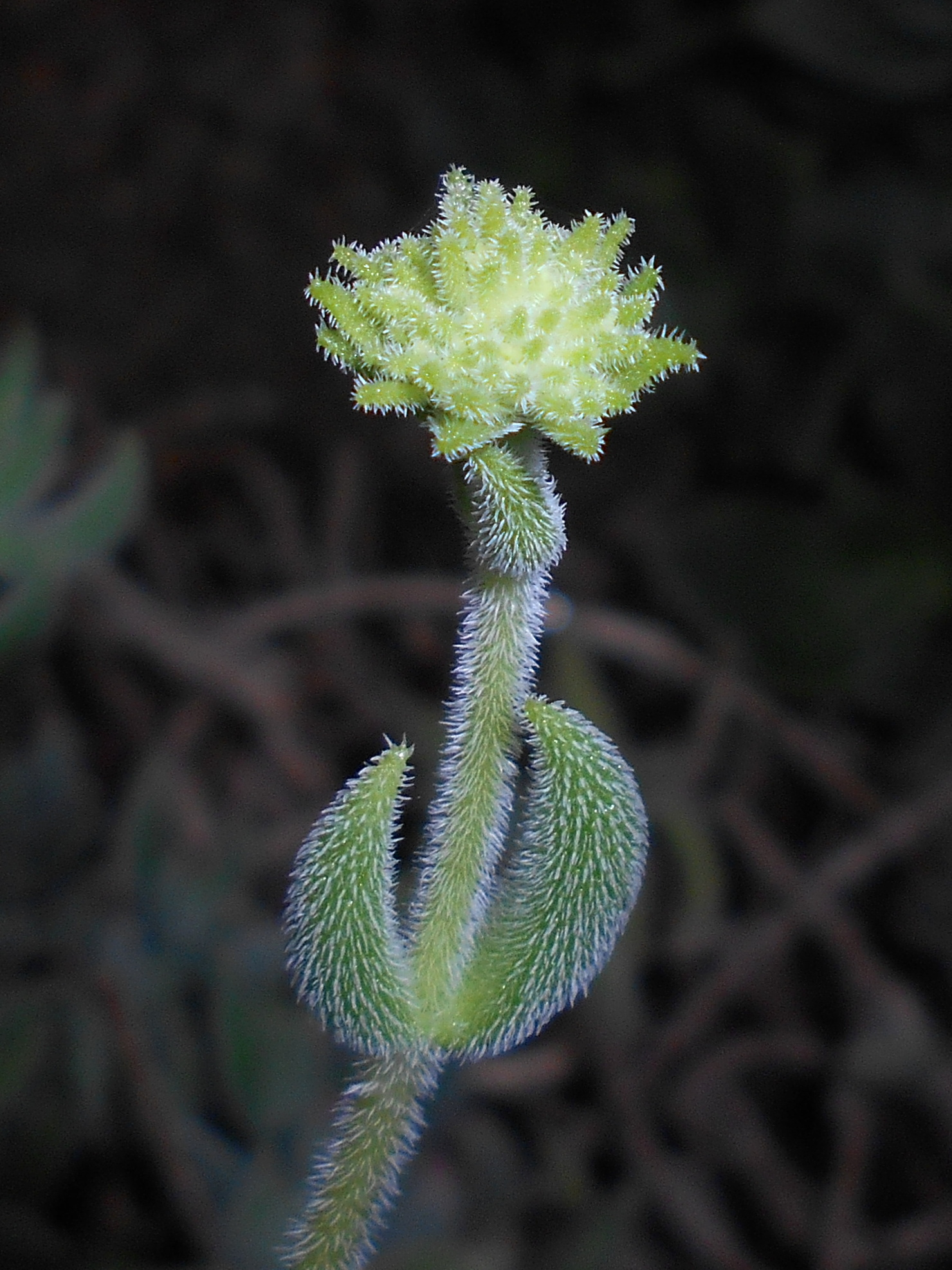
Соцветие

Тип соцветия — удлинённый тирс с малоцветковыми дихазиями; Цветки трубчатые, с кремово-жёлтыми лепестками длиной 3-4 мм, сросшимися в нижней части. Чашечка состоит из треугольных долей с длинными волосками и краевыми ресничками, которые часто имеют красноватый оттенок. Венчик цветка трубчатый, с кремово-желтыми лопастями, заостренными и втянутыми в клювовидную вершину. Тычинки обычно имеют коричневые или черные пыльники. Чешуйки длинные, клиновидные, и могут иметь оттенки от желтого до оранжевого цвета. Время цветения: август — сентябрь.
Цитология: 2n = 14.

## Распространение и экология
Ареал охватывает северо-запад Капской провинции от Порт-Ноллота (Port Nolloth) до Фанрейнсдорпа и область от Комаггас (Komaggas) до устья реки Улифантс, а также от Намакваленда до устья реки Улифантс.
Растет в расщелинах скал, под камнями или в других тенистых местах, на гравийных склонах, которые переходят в суглинистые равнины. Он часто встречается под кустами или камнями на защищенных, скалистых участках.
У растений, произрастающих у устья реки Улифантс, обычно наблюдается снижение количества волосков на листьях, иногда они могут быть совершенно голыми.

## Таксономия
Crassula hirtipes Harv., первое упоминание в W.H.Harvey & auct. suc. (eds.), Fl. Cap. 2: 361 (1862).
Гетеротипные (основанные на разных номенклатурных типах):
- Crassula hystrix Schönland